# Elmar Tepp
Elmar Tepp (30 aprile 1913 – 11 maggio 1943) è stato un calciatore estone, di ruolo difensore.